# کوهیج
کوهیج(به اچمی: کهه)یک شهر در استان هرمزگان در جنوب ایران است

## محدوده کوهیج
از شمال کوه گاه‌بست، از جنوب به روستای فاریاب، و از مغرب لاور میستان، و از مشرق به روستای نهند و شهر بستک محدود می‌گردد.

## جمعیت
بر پایه سرشماری عمومی نفوس و مسکن در سال ۱۳۹۵ جمعیت این مکان ۳٬۵۹۷ نفر (۹۱۷خانوار) بوده‌است.
مردم شهر از اهل سنت و از شاخه شافعی هستند یعنی از پیروان امام محمد ادریس شافعی می‌باشند و به زبان اچمی تکلم می‌کنند.

## پیشینه و بزرگان
این روستا دارای قدمت است و در روزگار قاجاری به عنوان سرزمینی دانش‌پرور در منطقه جنوب ایران و حوزه‌های جنوبی خلیج فارس مشهور بوده‌است.
دانش‌آموزان علوم دینی و شرعی از راه‌های دور و نزدیک به این محل که گاه آن را «دارالعلم» می‌نامیدند می‌شتافتند.
مدرسه علوم دینی کوهیج عالمان بسیاری را به جامعه اسلامی تحویل داده‌است که از جمله: علامه مرحوم شیخ شافعی، مرحوم حاج شیخ حسن، مرحوم حاج شیخ احمد کبیر، و علامه حاج شیخ عبدالله نقشبندی.
کتب دینی علامه نقشبندی در دانشگاه‌های عربستان و کشورهای اسلامی تدریس می‌شود و خود وی در دانشگاه عین‌الشمس مصر استاد بوده‌است.
از نوشته‌های او می‌توان از (زاد المحتاج بشرح المناج) در چهار جلد، سلم‌الواعظین و المختصر بشرح الورقات نام برد.
کوهیج دارای دبستان، دبیرستان، 10 باب مسجد، خانه بهداشت، برکه آب لوله‌کشی و برق و تلفن است.

## شیخ حسن عالی
آرامگاه شیخ حسن عالی که مورد احترام خاص و عام است در کوهیج واقع است.
مشایخ بنی عالی کوهیج و فاریاب و بستک از نوادگان شیخ حسن عالی‌اند.

## نیکوکاری و کوهیج
از چند سال پیش و با همت نیکوکاران که در آن سوی خلیج فارس مقیم هستند فرهنگ و چهره شهر کوهیج دگرگون شده‌است.
حاج شیخ سعید قاضی یکی از نیکوکاران بزرگی است که هرساله با وجود کهولت سن چندین بار بین ایران و امارات سفر کرده و زحمات او در دو دهه اخیر چهره شهر را دگرگون نموده‌است.
از جمله اقدامات حاج شیخ سعید قاضی می‌توان به نمونه‌های زیر اشاره کرد:
- امتداد شبکه سراسری برق از بستک به کوهیج .
- آسفالت جاده کوهیج بستک در سال ۷۱.
- ساخت دبیرستان دخترانه.
- بازسازی دبستان دخترانه.
- احداث شش دستگاه خانه معلم و تجهیزات آن.
- ساخت مجتمع آموزشی شیخ عبدالله.
- ساخت درمانگاه و زایشگاه کوهیج با تجهیزات لازم.
- ساخت دبیرستان شبانه‌روزی پسرانه شیخ عبدالرحیم دو طبقه.
- ساخت ورزشگاه آزادی.
- ایجاد شبکه لوله‌کشی آب آشامیدنی روستا.

مرکز بهداشتی و درمانی کوهیج یکی از مجهزترین مراکز درمانی
است که به‌وسیله نیکوکاران مقیم آن سوی خلیج فارس ساخته شده‌است
برای کمک به مردم کوهیج و روستاهای اطراف.

## پوشش گیاهی
گیاهان و درختانی که در این شهر وجود دارد عبارتند از: کُنار، و سمر سَلَم، کُور، کِرت و کُوهِنگ، نخل، لیمو، انجیر، توت، انار و بنه که از میوه آن برای خوردن استفاده می‌شود و گیاهان خودرو مانند: یونجه، شبدر، سبزیجات، نخود، گندم، جو.

## حیوانات بومی
جانوران بومی شهر را در چهار دسته به شرح زیر می‌توان بیان نمود:
- حیوانات اهلی: گاو، گوسفند، الاغ، بز، گربه، سگ، مرغ، خروس، کبوتر.
- حیوانات موذی: مار، عقرب، موش، قورباغه، مگس، هزارپا، مارمولک، مورچه، سوسک، زنبور.
- پرندگان: کبک، بادخور، قُمری، تیهو، فاخته و بلبل، سبزقبا (کراشکین)، چکاوک (بُوکلُو)، چکاوک هدهد، و «مرغ سلیمان» یا هدهد، گنجشک، دم جنبانک، جغد، کلاغ، عقاب، دارکوب، و صدها پرنده مختلف دیگر کوچک و بزرگ.
- حیوانات وحشی: خرگوش صحرایی، روباه، شغال، جوجه‌تیغی و خوک، راسو، خارپشت.

## معماری و ساختار فیزیکی شهر
در زمان قدیم خانه‌سازی شهر با مصالح خشت و گل و سقف ان با تنه درخت خرما بوده ولی در حال حاضرساخت خانه اکثراً با سیمان وبلوک است.

## تجهیزات و خدمات
کوهیج دارای: پست بانک، مخابرات، بانک، درمانگاه، مدارس، خواهبگاه دخترانه وپسرانه دبیرستان، راهنمایی، ابتدایی، مهد قرآن، مهد کودک، خانه بهداشت، راه اسفالته، نانوایی می‌باشد.

## محصولات کشاورزی
محصولات کشاورزی که جایگاه اقتصادی دارند عبارتند:
جو و گندم این محصول بیشتر برای مصارف و نیاز داخلی شهر کشت می‌شود و جهت تغذیهٔ احشام مورد استفاده قرار می‌گیرد، کشت آن در آبان ماه و برداشت آن معمولاً در اسفند ماه صورت می‌گیرد. برای انجام کارهای کشاورزی از الاغ و ماشین آلات کشاورزی مانند تراکتور استفاده می‌شود و خرمن کوبی هم تماماً با کمباین انجام می‌گیرد. آب کشاورزی از چاه و آب باران تأمین می‌شود.
صیفی جات: صیفی جات شامل، خربزه، خیار، هندوانه، طالبی، گوجه فرنگی، سیب زمینی، پیاز، لوبیا، تخمهٔ آفتابگردان و … از محصولاتی است که در اواخر بهار کشت و معمولاً حداکثر تا اواخر تابستان برداشت می‌شود، و به غیر تخمه آفتابگردان، سایر محصولات با انگیزهٔ مصرف خانگی خود کشاورز کشت می‌شود.
علوفه: علوفه، همانند یونجه و شبدر نیز برای تغذیهٔ دام‌ها به‌طور وسیع در روستا کشت می‌شود و یونجه با یک بار کشت تا ۷ سال و بیشتر و هر سال ۳ بار قابل برداشت است، ولی شبدر عمری چند ماهه دارد و به صورت تغذیهٔ روزانهٔ احشام استفاده می‌شود.

## فهرست منابع و مآخذ
- گروه ایرتاب
- محمدیان، کوخردی، محمد،  «شهرستان بستک و بخش کوخرد» ، ج۱. چاپ اول، دبی: سال انتشار ۲۰۰۵ میلادی.
- عباسی، قلی، مصطفی،  «بستک وجهانگیریه» ، چاپ اول، تهران: ناشر: شرکت انتشارات جهان معاصر، سال ۱۳۷۲ خورشیدی.
- سلامی، بستکی، احمد.  (بستک در گذرگاه تاریخ)  ج۲ چاپ اول، ۱۳۷۲ خورشیدی.
- نگاره‌ها از: احمد سلمان گوده‌ای و محمد محمدیان کوخِردی.
- بالود، محمد.  (فرهنگ عامه در منطقه بستک)  ناشر همسایه، چاپ زیتون، انتشار سال ۱۳۸۴ خورشیدی.
- مهندس: موحد، جمیل. (بستک و خلیج فارس) چاپ اول، تهران: سال انتشار ۱۳۴۳ خورشیدی.
- بالود، محمد.  (فرهنگ عامه در منطقه بستک)  ناشر همسایه، چاپ زیتون، انتشار سال ۱۳۸۴ خورشیدی.
- الکوخردی، محمد، بن یوسف، (کُوخِرد حَاضِرَة اِسلامِیةَ عَلی ضِفافِ نَهر مِهران Kookherd, an Islamic District on the bank of Mehran River) الطبعة الثالثة، دبی: سنة ۱۹۹۷ للمیلاد.
- نگاره‌ها از: احمد سلمان گوده‌ای و محمد محمدیان کوخِردی.
- بختیاری، سعید،  «اتواطلس ایران» ، “ مؤسسه جغرافیایی وکارتگرافی گیتاشناسی، بهار ۱۳۸۴ خورشیدی.
- چمن پیرا، ناصر پاییز ۱۳۷۴ خورشیدی.
- محمد، صدیق «تارخ فارس» صفحه‌های (۵۰–۵۱–۵۲–۵۳)، چاپ سال ۱۹۹۳ میلادی.
- اطلس گیتاشناسی استان‌های ایران[Atlas Gitashenasi Ostanhai Iran] (Gitashenasi Province Atlas of Iran)